# Mombin-Crochu
Mombin-Crochu (Haitianisch-Kreolisch Monben Kwochi) ist eine Gemeinde im Département Nord-Est von Haiti. Sie liegt im Südwesten des Départements im Arrondissement Vallières an der Grenze zum Département Nord.

## Geschichte
Das Gebiet, in dem Mombin-Crochu entstand, wird erstmals im Jahr 1867 erwähnt, als sich hier Guerilla der frühen Cacos festsetzte.
Die Siedlung wurde Außenposten des Militärbezirks Trou-du-Nord und im Jahr 1888 südlicher Gemeindebezirk von Vallières.
Auch während der amerikanischen Besetzung Haitis war Mombin-Crochu ein Stützpunkt der Cacos, Sie operierten von hier aus ebenso wie aus Mont-Organisé und Vallière gegen die Besatzungsmacht.
Im Jahr 1951 erhielt Mombin-Crochu den Status einer eigenständigen Gemeinde.

## Lage und Beschreibung
Mombin-Crochu ist eine abgelegene Gemeinde im Bergland. Sie ist über schlechte Wege und Pisten sowohl von der Route Nationale RN-3 (Hinche / Saint-Raphaël) als auch von der Route Nationale RN-6 (Ouananminthe) aus mit Geländewagen erreichbar.
Im Jahr 2020 eröffnete Präsident Moïse eine Straße, die die Gemeinde mit dem rund 12 Kilometer entfernten Vallières verbindet.
Neben dem Zentrum Ville de Mombin-Crochu und dem Viertel Quartier de Bois Laurence bestehen zwei ländliche Gemeindebezirke:
1. Sans-Souci mit Bicara, Bois-Verna, Bois Vin Dri, Canga, Carata, Corosse, Fond-Bois, Globe, Goabarie, Grand-Bois, Grande-Savane, Grand Mat, Jodipe, La Cid, Lalia, Nan Guape, Nan Jean-Jeanne, Nan Raque, Pâques, Piton-des-Roches, Terre-Salée und Vimbale sowie
2. Bois-Laurence mit Aguamite, Balissage, Bois Rouge, Boucan Puce, Colora, Derrière Garde, D'Leau Contrée, Galata, Gardes-A-Georges, Grand Bois, La Cyplaine, Lagon Jonc, La Hatte, Lamercie, Logate, Ma Dokin, Nan Lucas, Nan Macaye, Naqn Mapou, Orange Bois, Passe Citron, Ravine froide, Ravine Pite, Rosolie und Sylvestre.

Die Hilfsorganisation Village Partners International unterhält das einzige Krankenhaus in Mombin-Crochu.
Die Gemeinde verfügt über keine allgemeine Stromversorgung.